# Khadija al-Salami

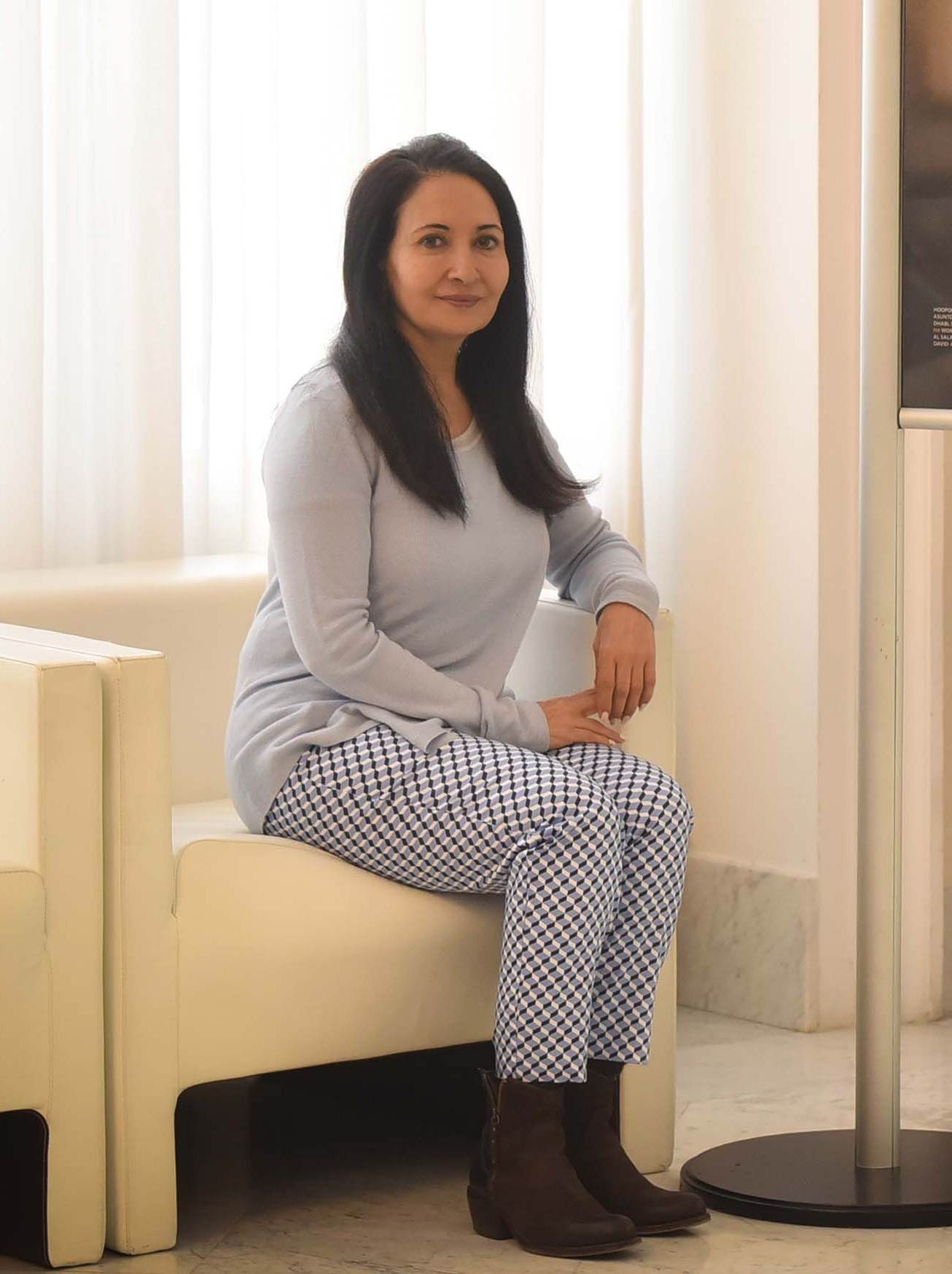
Khadija Al-Salami (2016).

Khadija al-Salami (arabisch خديجة السلامي Chadidscha as-Salami, DMG Ḫadīǧa as-Salāmī; * 1966 in Sanaa) ist eine jemenitische Regisseurin. Sie gilt als die erste weibliche jemenitische Filmemacherin. Mit ihren Werken setzt sie sich vorrangig für die Gleichstellung der Frau in muslimisch geprägten Kulturen ein.

## Leben

In ihrer Geburtsstadt Sanaa wurde Khadija al-Salami mit kulturellen Zwängen konfrontiert, die ihre späteren Arbeiten prägten

Khadija al-Salami wurde 1966 zur Zeit des jemenitischen Bürgerkrieges in Sanaa, der Hauptstadt Jemens geboren. Sie wuchs in einer ärmlichen muslimischen Familie auf und wurde früh mit den Zwängen der Tradition und Kultur ihres Landes konfrontiert.
Im Alter von elf Jahren kam es auf Veranlassung ihres Onkels Ali al-Salami zu einer Zwangsheirat. Eine Vergewaltigung durch ihren Ehemann folgte. Diese Erlebnisse waren ausschlaggebend für ihre Zukunft. Sie entschied sich, den Kampf gegen die Unterdrückung „mit allen Mitteln“ aufzunehmen und zu gewinnen. Bald fühlte sie, dass sie keine Chance hatte, sich zu wehren, und es kam zu einem Suizidversuch. Von diesem Zeitpunkt an erhielt sie Unterstützung von ihrer Mutter, die auch dazu beitrug, die Ehe nach nur drei Wochen zu scheiden. Dem Mädchen drängte sich der Eindruck auf, dass nur Bildung zu Freiheit führen könnte, weshalb sie in den folgenden Jahren mit hoher Motivation die Schule besuchte und gleichzeitig einer Erwerbstätigkeit nachging. Zuerst war sie am Nachmittag in einer Telefonvermittlung tätig, später moderierte sie eine Kindersendung für einen Fernsehsender aus Sanaa.
Nach Abschluss der Grundschule entschied sie sich in der Unterstufe Englisch zu lernen, wofür sie einen Monat nach Cambridge ging. Später gewann sie ein Stipendium, mit dem sie ihre Englisch-Studien ab 1983 an der Georgetown University in Washington, D.C. weiterführen konnte. Während ihres vierjährigen Aufenthalts in Washington D. C. lernte sie den jemenitischen Botschafter in den USA, Yahya al Mutawakil, kennen, mit dem sie sich bald befreundete. Er avancierte zu einer Vaterfigur und eröffnete ihr neue Möglichkeiten. So lernte sie zahlreiche jemenitische Politiker kennen, mit denen sie sich in der Folge in mehreren Texten auseinandersetzte. Ihre Berichte stellen eine wichtige Quelle für die politischen Vorgänge im modernen Jemen dar.
Nach ihrem Abschluss am Mount Vernon College for Women kehrte sie 1986 in ihr Heimatland zurück. Dort wurde sie jedoch mit einer Familiensituation konfrontiert, die sie nicht länger ertragen wollte – ihr Bruder Hamud hatte die Rolle des Familienbeschützers eingenommen. Auf Grund dieser Umstände verließ sie Jemen noch im selben Jahr wieder, um sich in Frankreich anzusiedeln. Bevor sie 1993 eine Anstellung bei der Presse erhielt, war sie bei dem Radiosender Radio Orient tätig. 1990 heiratete sie den Amerikaner Charles Hoot.

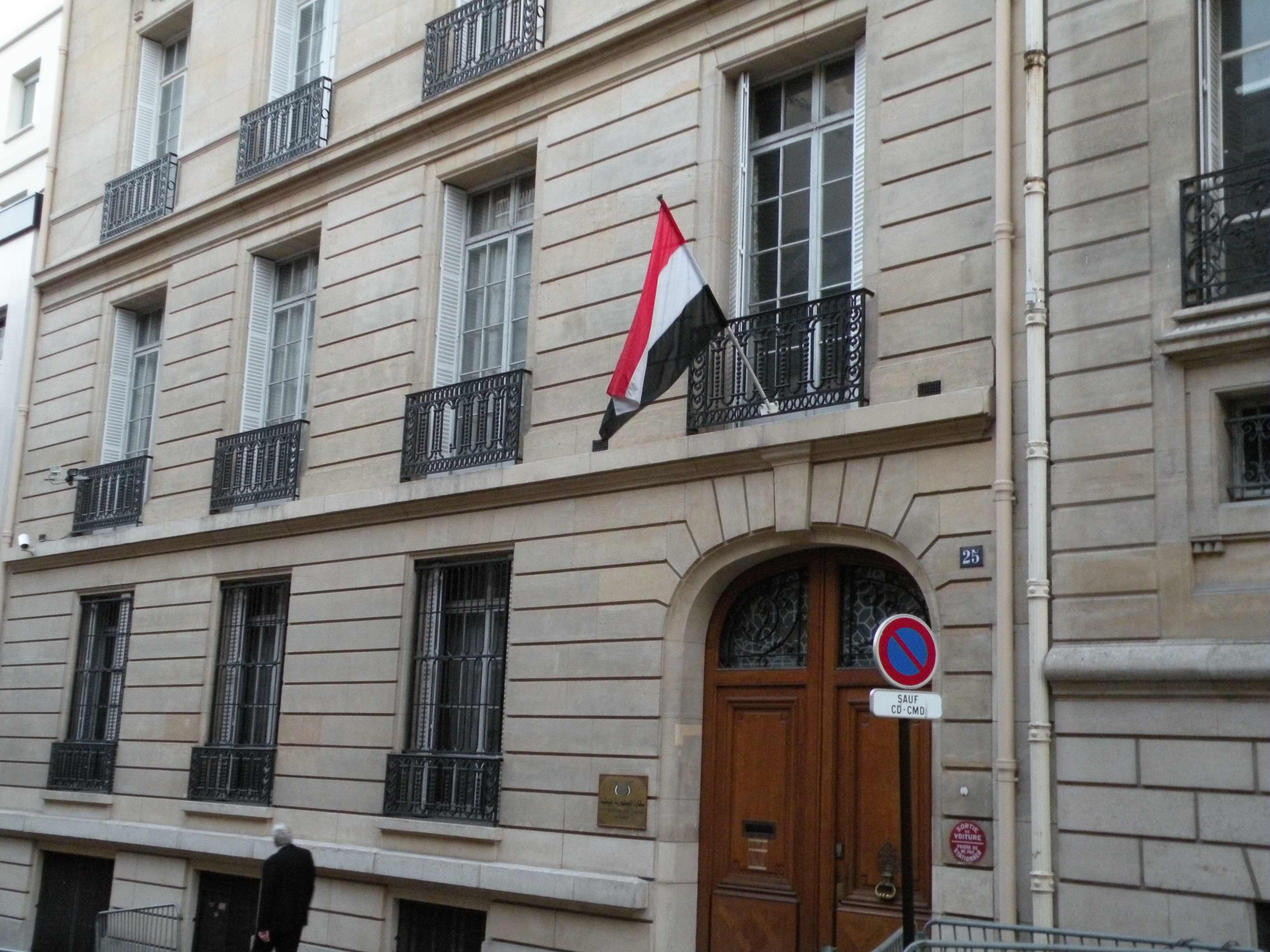
Khadija al-Salamis Arbeitsplatz in der jemenitischen Botschaft in Paris

Heute arbeitet sie in der jemenitischen Botschaft in Paris, wo sie für Kommunikation und kulturelle Beratung zuständig ist, und dreht Dokumentationen über jemenitische Frauen, Demokratie und Archäologie für französische und jemenitische Fernsehsender. Zudem verfasste sie gemeinsam mit ihrem Ehemann ihre Autobiografie The Tears of Sheba, welche 2003 in englischer Sprache erschien.

## Werk
Khadija al-Salamis Dokumentarfilme beschäftigen sich ebenso wie ihr Buch The Tears of Sheba mit sensiblen Themen, die meist im Umfeld der Meinungsfreiheit und Emanzipation der Frau in der jemenitisch-muslimischen Kultur angesiedelt sind. Ihre Arbeiten werden als Zeichen des Umbruchs gedeutet, mit denen sie demonstriert, welche Erfolge unterdrückte Frauen mit Willenskraft und Engagement erlangen können.
Mit ihren Filmen war sie auf zahlreichen Filmfestivals vertreten und erhielt bereits mehrere Auszeichnungen.

## Filmografie (Auswahl)
- Hadramaout: Crossroads of Civilizations (1991)
- Le pays suspendu (1994)
- Women of Islam (1995)
- Land of Sheba (1997)
- Yemen of a Thousand Faces (2000)
- A Stranger in Her Own City (2005)
- Amina (2006)
- I Am Nojoom, Age 10 and Divorced (2014)
- La rosée du matin (French), mit Nada al-Ahdal (2015)
- Jedenastoletnia zona (Polish), mit Nada al-Ahdal (2016)